# Iowa Colored Cowboys
Los Iowa Coloured Cowboys eran un equipo de sóftbol barnstorming (un equipos deportivo que viaja a varios lugares, generalmente pueblos pequeños, para organizar partidos amistosos), compuesto principalmente por jugadores negros, que jugó durante la década de 1960. El equipo tenía su base en Sioux City, Iowa, Estados Unidos.

## Fundación y forma de juego
El nombre original del equipo era Sioux City Iowa Negro Ghosts, que jugó en 1932 o 1933, y el equipo volvió a aparecer en 1960 con un nombre diferente. El grupo original fue uno de los primeros equipos de softbol de gira. Al gerente general Harry Fisher se le ocurrieron los Sioux City Iowa Negro Ghosts cuando pensó en agregar comedia al softbol, shadowball después de cada juego y «softbol de primer nivel en todo momento». Shadowball era cuando el equipo jugaba sin balón. También jugaron el deporte en cámara lenta.
Hasta más de mil personas se reunieron para ver las actuaciones de los Iowa Coloured Cowboys, en un ambiente similar al de un evento de los Harlem Globetrotters. El equipo tenía jugadores que también eran animadores, que Fisher dijo que eran «un Ball-Circus, el espectáculo deportivo de verano más grande de Estados Unidos». Varios miembros solían ser parte del equipo original. El jugador Marland Buckner, también conocido como «Showboat», era conocido por su talento para el espectáculo y sus travesuras «tontas», pero también por ser uno de los «mejores primera base defensivos» del equipo. Marland era conocido por sus bromas, hacer girar su bate y avergonzar a los árbitros. Red Strickland podría haber sido el único jugador blanco del equipo y era conocido por sus lanzamientos. Otros jugadores incluyeron a «Tree Top» Patrick, Rip Collins, «Popeye» Smith y LJ «Compound» Flavors.

## Años después
Debido a la prohibición de que los negros se unieran a las principales ligas deportivas, dichos equipos les permitieron participar y también ayudaron a la posterior eliminación de la segregación de las grandes ligas de béisbol. Se desconoce cuándo se disolvió el equipo. En 2007, el Museo Estatal de Historia en Des Moines, Iowa, inauguró una exhibición titulada Shades of Greatness: Art Inspired by Negro Leagues Baseball que incluía un folleto sobre el equipo.